# أبراهام بريديوس
أبراهام بريديوس (بالهولندية:  Abraham Bredius) (و.18 أبريل 1855 في أمستردام - 13 مارس 1946 في موناكو) جامع فني هولندي، ومؤرخ فني، كان أمين متحف ماورتشهاوس.

## نبذة
سافر بريديوس في شبابه، وزار مجموعات فنية مختلفة، وعمل في المتحف الهولندي للتاريخ والفن قبل أن يصبح مديرًا من 1889 إلى 1909 في ماورتشهاوس. تخصص في لوحات رامبرانت، وكان لديه العديد من الاختلافات في الرأي مع المؤرخ الهولندي كورنيليس هوفستيده دي جروت. في عام 1922، غادر هولندا لأسباب صحية واستقر في موناكو، وفي عام 1927، نشر كتب عن يان ستين، وعام 1935 نشر كتالوج عن لوحات رامبرانت، وغالبا ما يشار إليه في الأدبيات باسم «بريديوس 1935». ترك أوراقه إلى معهد هولندا لتاريخ الفن، وتوجد مجموعته الفنية في متحف بريديوس. كما أنه ترك العديد من لوحات رامبرانت في المجموعة الوطنية الهولندية.

## روابط خارجية
- كتب أبراهام بريديوس في كتب جوجل.
- إبراهيم بريديوس عن الأنجي
- أبراهام بريديوس في قاموس مؤرخي الفن